# Taruik Lowedar
Der Taruik Lowedar ist ein Berg in der osttimoresischen Gemeinde Bobonaro. Er liegt im Südwesten des Sucos Balibo Vila (Verwaltungsamt Balibo), im Südwesten der Aldeia Fatuk Laran und hat eine Höhe von 618 m. Südwestlich befindet sich der Berg Taruik Bulawaun (551 m), getrennt durch ein tiefes Tal. Südöstlich liegt das Dorf Oepauk und östlich das Dorf Nalametan.